# Rainy Day (album)
Rainy Day est un album sorti en 1984 chez Rough Trade.

Il est le disque emblématique du mouvement Paisley Underground.

Des membres de plusieurs groupes ont collaboré à son enregistrement : 
- Susanna Hoffs et Vicki Peterson des Bangles
- Karl Precoda, Kendra Smith et Dennis Duck de Dream Syndicate
- Michael Quercio de Three O'Clock
- David Roback, Matt Piucci et Will Glenn de Rain Parade
- Steven Roback de Rain Parade puis Viva Saturn

## Contenu
I'll Keep It With Mine (Bob Dylan) 
- Guitar, Tambourine – David Roback
- Violin – Will Glenn
- Vocals – Susanna Hoffs

John Riley (Gibson/Neff)
- Guitar [Acoustic 12-string] – Matthew Piucci
- Guitar, Vocals – David Roback
- Drums – Dennis Duck
- Vocals, Bass – Michael Quercio
- Violin, Vocals – Will Glenn

Flying On The Ground Is Wrong (Neil Young)
- Guitar – David Roback
- Vocals – Kendra Smith, Susanna Hoffs

Sloop John B. (trad.)
- Guitar – David Roback
- Vocals, Bass, Percussion – Michael Quercio
- Drums – Dennis Duck
- Keyboards – Ethan James

Soon Be Home (Pete Townshend)
- Tambourine – Spock
- Bass, Drums – Michael Quercio
- Vocals – Susanna Hoffs, Vicki Peterson
- Vocals, Guitar – David Roback

Holocaust (Alex Chilton) 
- Piano [Backwards] – Ethan James
- Guitar – David Roback
- Vocals – Kendra Smith
- Cello, Violin – Will Glenn
- Piano – Steven Roback

On The Way Home (Neil Young)
- Vocals, Guitar – David Roback

I'll Be Your Mirror (Lou Reed)
- Vocals, Guitar – Susanna Hoffs
- Vocals – Kendra Smith
- Guitar, Bass, Tambourine – David Roback

Rainy Day, Dream Away (Hendrix)
- Bass, Keyboards – Ethan James
- Guitar – Karl Precoda
- Percussion – David Roback
- Vocals – Michael Quercio
- Drums – Dennis Duck

## Credits
- Artwork – Kendra Smith
- Engineer – Ethan James
- Mastering – Eddy Schreyer
- Producer – David Roback